# Magda Lenkei
Magda Lenkei   (Budapest, 18 d'agost de 1916 - 4 de maig de 1998) va ser una nedadora hongaresa que va competir durant la dècada de 1930.
El 1931 guanyà la medalla de bronze en els 4×100 metres lliures del Campionat d'Europa de natació que es va disputar a París. El 1936 va prendre part en els Jocs Olímpics de Berlín, on disputà dues proves del programa de natació. Fou quarta en els 4x100 metres lliures i quedà eliminada en sèries dels 100 metres lliures.